# جراحة كاذبة
الجراحات الكاذبة (أو ما يُعرف بالجراحات المموهة) هي تدخلات جراحية مزيفة تهمل الخطوة المعتقد أنها ضرورية علاجيًا.
في التجارب السريرية للتدخلات الجراحية تعتبر الجراحات الكاذبة رقابة علمية مهمة. وهذا لأنها تفصل التأثيرات الخاصة بالدواء بعيداً عن الآثار العرضية الناتجة من التخدير، الصدمة الجراحية، رعاية ما قبل الجراحة، رعاية ما بعد الجراحة، وإدراك المريض عن أداء العملية الجراحية. بالتالى تعد الجراحات الزائفة شبيهاً للعلاج الوهمي.

## بحث الإنسان
أثبت عدد من الدراسات التي أُجريت تحت إشراف مجلس الاستعراض المؤسساتي نتائج مدهشة. ومع تقدم الجراحات طفيفة التوغل أصبحت الجراحات الكاذبة أكثر سهولة حيث يمكن أن يبقي الشق الكاذب صغيرًا مثل الشق في المعالجة المدروسة.
و بمراجعة نتائج 53 عملية من الجراحات الوهمية، وُجد أن في 39 عملية جراحية كانت نتائج العمليات الوهمية هي الأفضل، وفي 27 عملية جراحية أخرى كانت نتائج الجراحات الوهمية مشابهه لنتائج العمليات الحقيقة.

### أمثلة

#### أمراض القلب والأوعية الدموية
في عام 1939 اكتشف العالم فيسشي جراحة ربط الشريان الصدري الغائر كطريقة لتحسين تدفق الدم إلى القلب. وحتي وجود دراسة حالة تثبت صحة هذه الجراحة، تم اعتبارها بنفس كفاءة الجراحات الوهمية

#### أمراض الجهاز العصبي المركزي
في جراحات الأعصاب أجريت عدة تداخلات جراحية لنقل الخلايا العصبية للمرضى الذين يعانون من مرض داء باركنسون وأثبتت الدراسات أن الجراحات الكاذبة في هذه الحالات لم تجدي نفعًا للمرضي أبدًا حيث كانت تسبب ثقوب في الجمجمة مماثلة للجراحة الحقيقة وربما تكون غير نافعة.
علي الرغم من أنه  90% من الباحثين يعتقدوا أن التدخلات العصبية في المستقبل (نقل الجينات الأفقي) يجب أن تقاس مدي فعاليتها بمقارنتها بالدراسات التي أجريت بالجراحات الوهمية.
أشار العالم كي إت آل إلى أن الجراحات الوهمية يمكن أن تختلف بشكل كبير في أدائها، علي سبيل المثال، المعدات المستخدمة في هذه الجراحات ربما تحدث ثقوب في الجمجمة قد تصل إلى الأم الجافية أو ربما قد تصل إلى المخ
في مارس عام 2013 أجريت دراسة عن دور العمليات الوهمية في إجراء قسطرة البالون الوريدي لعلاج التصلب المتعدد وأثبت الدراسة أن العملية الجراحية الفعلية لها نفس نتائج الجراحات الوهمية.

#### أمراض العظام
درس موزلي و كووركرس تأثير عمليات تنظير المفصل لعلاج الفصال العظمي لمفصل الركبة بأخد في الاعتبار مجموعتين تلقوا العلاج ومجموعة تلقت العلاج الوهمي. وجد أن المجموعات التي تلقت العلاج والمجموعات التي تلقت العلاج الوهمي لهما نفس نسبة الشفاء. وفي الحقيقة أن الثلاث مجموعات لديهم نفس التأثير الوهمي للتدخلات الجراحية.
مؤخراً اكتشف أن هذان النوعان من التدخلات الجراحية لهما نفس التأثير في استئصال الطمث الجزيئي الانتصابي ولهما نفس الدور في تخفيف شدة الألم والشفاء في حالات تمزق الغضروف المفصلي التنكسي.
وقد أجريت تجربة معشاة ذات شواهد لدراسة تأثير جراحات الكتف في إزالة آلام الكتف الناتجة عن الحفز الأخرمي، وُجد أن الجراحات الوهمية لها نفس تأثير الجراحات العلاجية.

## بحوث الحيوانات
يستخدم الجراحات الوهمية في جراحات الحيوانات من زمن بعيد، والدراسات في الحيوانات تسمح بإزالة الأعضاء أو إجراء بعض التغييرات فيها، تستخدم الحيوانات ذات الجراحات الوهمية كحكم بين النوعين عند تطبيق إجراءات جراحية جديدة.